# 4305 Clapton
4305 Clapton è un asteroide della fascia principale. Scoperto nel 1976, presenta un'orbita caratterizzata da un semiasse maggiore pari a 2,9170702 UA e da un'eccentricità di 0,0669047, inclinata di 1,80266° rispetto all'eclittica.